# Erika (canzone)
Erika, conosciuta anche come Auf der Heide blüht ein kleines Blümelein (Un piccolo fiorellino sboccia sulla brughiera) è il titolo di una canzone di marcia composta da Herms Niel negli anni '30. Pubblicata nel 1938, fu poi usata dalla Wehrmacht.

## Storia
La canzone fu scritta in una data imprecisa degli anni '30 per poi essere pubblicata per la prima volta nel 1938 dal produttore Carl Louis Oertel a Grossburgwedel.  
Nel nord della Germania ci sono zone con terreni poveri, inadatti alla coltivazione che ricevono la denominazione di Heide. Su questi terreni crescono brughiere, tra cui spiccano quelle del genere Erica. Sono questi campi di erica che hanno ispirato Niel a scrivere il testo della canzone. L'autore era membro del NSDAP dal maggio 1933 e aveva composto diverse canzoni di propaganda nazista.

## Argomento e musica
Il titolo si riferisce sia a un fiore sia a una donna con questo nome. Nella prima strofa 'Erika' si riferisce all'erica.
Nella seconda strofa viene menzionata la persona Erika, che è nella propria patria (Heimat). Infine, la terza strofa riunisce questi due significati.
Dopo ogni riga, e ogni volta che viene cantato il nome "Erika", nella musica si incontra una pausa di tre battute, che è riempita dal timpano o dai piedi che battono (ad esempio dei soldati in marcia).

## Testo
Und das heißt: Erika

Heiß von hunderttausend kleinen Bienelein

Wird umschwärmt:Erika

Denn ihr Herz ist voller Süßigkeit

Zarter Duft entströmt dem Blütenkleid

Auf der Heide blüht ein kleines Blümelein

Und das heißt: Erika

In der Heimat wohnt ein blondes Mägdelein

Und das heißt: Erika

Dieses Mädel ist mein treues Schätzelein

Und mein Glück: Erika

Wenn das Heidekraut rot-lila blüht

Singe ich zum Gruß ihr dieses Lied

Auf der Heide blüht ein kleines Blümelein

Und das heißt: Erika

In mein'm Kämmerlein blüht auch ein Blümelein

Und das heißt: Erika

Schon beim Morgengrau'n sowie beim Dämmerschein

Schaut's mich an: Erika

Und dann ist es mir, als spräch' es laut

"Denkst du auch an deine kleine Braut?"

In der Heimat weint um dich ein Mägdelein

(Herms Niel, 1938 )

## Nella cultura di massa
Una strofa del brano viene eseguita nel lungometraggio Lezioni di persiano, regia di Vadim Perelman (2020)
La canzone è notoriamente usata in vari meme di black humor sui social per ironizzare sulla nostalgia del periodo nazista, ma anche in maniera seria dai neo-nazisti.